# Томос об автокефалии Церкви Греции
Патриарший и Синодальный Томос от 20 июня 1850 года (греч. Πατριαρχικός και Συνοδικός Tόμoς της κθ΄ Ioυνίoυ 1850) — томос (грамота), данный в столице Османской империи Константинополе Вселенским патриархом Анфимом IV и Синодом Константинопольской цекви, которым провозглашалась автокефалия православной церкви в Королевстве Греция.

## Содержание, значение, оценка
Томосом Вселенского патриарха Анфима IV признавалась автокефалия, провозглашённая специальной декларацией от 23 июля 1833 года по решению баварских регентов от имени малолетнего короля Оттона I, — на территории Королевства Греция.
Томос предписывал Церкви Греции получать святое миро от Константинопольского патриархата; также «в случае церковных дел, требующих совместного рассмотрения и взаимного содействия к лучшему устроению и утверждению Православной Церкви, надлежит, чтобы эллинский Священный Синод относился к Вселенскому Патриарху и находящемуся при нем Священному Синоду». Томос предусматривал, что управление в Церкви Греции будет осуществляться «свободно и без стеснения от какого-либо светского вмешательства» (греч. ἐλευθέρως καὶ ἀκωλύτως ἀπὸ πάσης κοσμικῆς ἐπεμβάσεως).
Ссылка на Томос 1850 года как на нормативно-правовой документ содержится в 3-й статье действующей Конституции Греции.
По мнению болгарских историков, признание автокефалии греческой церкви за пределами Османской империи стало катализатором борьбы болгар за независимую от Фанара церковь. По мнению Владимира Буреги, Томос 1850 года «положил начало глобальному „переформатированию“ мирового Православия и формированию новой системы Поместных Православных Церквей».

## Примечание
1. 1 2  Владимир Бурега. Мироварение, автокефалия и стремление к первенству Архивная копия от 27 ноября 2021 на Wayback Machine
2. ↑  Ανακήρυξις του Αυτοκεφάλου της Εκκλησίας της Ελλάδος. Дата обращения: 15 августа 2022. Архивировано 28 ноября 2021 года.
3. ↑  Άρθρο 3 — Σύνταγμα της Ελλάδος — Σχέσεις Εκκλησίας και Πολιτείας. Дата обращения: 28 ноября 2021. Архивировано 28 ноября 2021 года.
4. ↑  Ιωάννης Κονιδάρης. Ο Τόμος (1850), η Πράξη (1928) και το Σύνταγμα Архивная копия от 28 ноября 2021 на Wayback Machine. «Вима», 25.11.2008
5. ↑  Данова, Надя. „Националният въпрос в гръцките политически програми през XIX век“. София, „Наука и изкуство“, 1980. Индекс 942/999, стр. 134-135